# Flawlessly
Flawlessly (1988-2002) est une jument de course pur-sang anglais américaine, membre du Hall of Fame des courses américaines.  

## Carrière de courses
Élevée en Floride par le sulfureux et richissime Louis Wolfson, éleveur-propriétaire de son père l'illustre Affirmed, Flawlessly débute sur le dirt de Belmont Park en juin de ses 2 ans, remporte son maiden à sa seconde tentative puis remporte brillamment un groupe 3 sur le turf. Mais les grandes courses américaines pour 2 ans se déroulent sur le dirt et, sur cette surface, la pouliche n'est pas autant à son aise : elle est largement battue par Meadow Star, l'étoile de sa génération, dans les Frizette Stakes et la Breeders' Cup Juvenile Fillies. Elle parvient toutefois à s'imposer en fin d'année sur le dirt dans un groupe 3. 
En 1991, Flawlessly ne termine pas son parcours dans une Listed disputée sur le dirt à Aqueduct. Blessée, elle s'éloigne des pistes durant six mois, au cours desquels elle passe des boxes de Richard Dutrow à l'écurie californienne de Charlie Wittingham. Adieu le dirt : désormais, la pouliche ne s'exprimera que sur le gazon, alignant quatre victoires avant de tomber sur un os nommé Kostroma dans les Yellow Ribbon Stakes, sur une distance sans doute un peu longue pour elle. En décembre, elle s'adjuge le premier de ses neuf groupe 1 dans les Matriarch Stakes. 
À 4 et 5 ans, Flawlessly devient la première jument depuis la grande Miesque à remporter deux années consécutives le titre de meilleure jument américaine sur le gazon : Beverly Hills Handicap, Ramona Handicap et doublé dans les Matriarch Stakes en 1992, doublé dans les deux premières courses et triplé dans la troisième en 1993, à quoi s'ajoute un succès dans les Beverly D. Stakes (à la faveur de la rétrogradation de la Néo-Zélandaise Let's Elope, qui l'avait devancée d'un nez) et un seul échec cette année-là, dans la Breeders' Cup Mile de Lure. Sa dernière année de compétition sera moins lumineuse, avec une seule victoire, la troisième, dans le Ramona Handicap (dans lequel elle tient en respect la championne Hollywood Wildcat), et trois accessits. Elle rentre au haras avec seize succès dont neuf groupe 1, plus de 2,5 millions de dollars de gains, et une place au Hall of Fame des courses américaines, qui lui ouvre ses portes en 2004.

### Résumé de carrière
| Date         | Hippodrome     | Pays        | Course                         | Statut      | Distance    | Surface     | Jockey              | Place       | Écart       | Vainqueur ou deuxième |
| 1990, 2 ans  | 1990, 2 ans    | 1990, 2 ans | 1990, 2 ans                    | 1990, 2 ans | 1990, 2 ans | 1990, 2 ans | 1990, 2 ans         | 1990, 2 ans | 1990, 2 ans | 1990, 2 ans           |
| ------------ | -------------- | ----------- | ------------------------------ | ----------- | ----------- | ----------- | ------------------- | ----------- | ----------- | --------------------- |
| 13 juin      | Belmont Park   | États-Unis  | Maiden                         |             | 1 000 m     | Dirt        | Angel Cordero, Jr.  | 4e / 7      | 10          | Meadow Star           |
| 14 septembre | Belmont Park   | États-Unis  | Maiden                         |             | 1 200 m     | Dirt        | Jerry Bailey        | 1er / 6     | 1 ¼         | I'm a Thriller        |
| 27 septembre | Meadowlands    | États-Unis  | Gardenia Stakes                | Gr. 3       | 1 700 m     | Turf        | Jerry Bailey        | 1er / 15    | 4 ½         | Sweet Sarita          |
| 6 octobre    | Belmont Park   | États-Unis  | Frizette Stakes                | Gr. 1       | 1 600 m     | Dirt        | Jerry Bailey        | 3e / 5      | 14          | Meadow Star           |
| 27 octobre   | Belmont Park   | États-Unis  | Breeders' Cup Juvenile Fillies | Gr. 1       | 1 700 m     | Dirt        | Laffitt Pincay, Jr. | 7e / 13     | 13          | Meadow Star           |
| 17 novembre  | Aqueduct       | États-Unis  | Demoiselle Stakes              | Gr. 2       | 1 800 m     | Dirt        | Angel Cordero, Jr.  | 4e / 7      | 4 ¼         | Debutant's Halo       |
| 9 décembre   | Aqueduct       | États-Unis  | Tempted Stakes                 | Gr. 3       | 1 700 m     | Dirt        | Jerry Bailey        | 1er / 12    | tête        | Debutant's Halo       |
| 1991, 3 ans  |                |             |                                |             |             |             |                     |             |             |                       |
| 19 janvier   | Aqueduct       | États-Unis  | Busanda Stakes                 | Listed      | 1 600 m     | Dirt        | Julie Krone         | arrêtée     |             | I'm a Thriller        |
| 5 juillet    | Hollywood Park | États-Unis  | Street Dancer Stakes           |             | 1 700 m     | Turf        | Chris McCarron      | 1er / 6     | 1 ¾         | Jol's Princess        |
| 10 août      | Del Mar        | États-Unis  | San Clemente Handicap          | Listed      | 1 600 m     | Turf        | Chris McCarron      | 1er / 9     | 1 ¾         | Gold Flc              |
| 25 août      | Del Mar        | États-Unis  | Del Mar Oaks                   | Gr. 3       | 1 800 m     | Turf        | Chris McCarron      | 1er / 6     | 2           | Seattle Symphony      |
| 5 octobre    | Santa Anita    | États-Unis  | Harold C. Ramser Handicap      | Gr. 3       | 1 600 m     | Turf        | Chris McCarron      | 1er / 10    | 1/2         | Gravieres             |
| 10 novembre  | Santa Anita    | États-Unis  | Yellow Ribbon Stakes           | Gr. 1       | 2 000 m     | Turf        | Chris McCarron      | 2e / 13     | 2           | Kostroma              |
| 1er décembre | Hollywood Park | États-Unis  | Matriarch Stakes               | Gr. 1       | 1 800 m     | Turf        | Chris McCarron      | 1er / 14    | 1 ¾         | First Groom           |
| 1992, 4 ans  |                |             |                                |             |             |             |                     |             |             |                       |
| 28 juin      | Hollywood Park | États-Unis  | Beverly Hills Handicap         | Gr. 1       | 1 800 m     | Turf        | Chris McCarron      | 1er / 5     | tête        | Kostroma              |
| 15 août      | Del Mar        | États-Unis  | Ramona Handicap                | Gr. 1       | 1 800 m     | Turf        | Chris McCarron      | 1er / 7     | 3           | Re Toss               |
| 18 octobre   | Santa Anita    | États-Unis  | Las Palmas Handicap            | Gr. 2       | 1 800 m     | Turf        | Chris McCarron      | 2e / 7      | 3/4         | Super Staff           |
| 8 novembre   | Santa Anita    | États-Unis  | Yellow Ribbon Invitation       | Gr. 1       | 2 000 m     | Turf        | Chris McCarron      | 2e / 9      | nez         | Super Staff           |
| 29 novembre  | Hollywood Park | États-Unis  | Matriarch Stakes               | Gr. 1       | 1 800 m     | Turf        | Chris McCarron      | 1er / 9     | 1           | Super Staff           |
| 1993, 5 ans  |                |             |                                |             |             |             |                     |             |             |                       |
| 27 juin      | Hollywood Park | États-Unis  | Beverly Hills Handicap         | Gr. 1       | 1 800 m     | Turf        | Chris McCarron      | 1er / 4     | 9           | Jolypha               |
| 7 août       | Del Mar        | États-Unis  | Ramona Handicap                | Gr. 1       | 1 800 m     | Turf        | Chris McCarron      | 1er / 7     | 1           | Heart of Joy          |
| 28 août      | Arlington Park | États-Unis  | Beverly D. Stakes              | Gr. 1       | 1 900 m     | Turf        | Chris McCarron      | (1er / 7)   | nez         | Via Borghese          |
| 6 novembre   | Santa Anita    | États-Unis  | Breeders' Cup Mile             | Gr. 1       | 1 600 m     | Turf        | Chris McCarron      | 9e / 13     | 10          | Lure                  |
| 28 novembre  | Hollywood Park | États-Unis  | Matriarch Stakes               | Gr. 1       | 1 800 m     | Turf        | Chris McCarron      | 1er / 7     | encolure    | Toussaud              |
| 1994, 6 ans  |                |             |                                |             |             |             |                     |             |             |                       |
| 12 juin      | Hollywood Park | États-Unis  | Gamely Handicap                | Gr. 1       | 1 800 m     | Turf        | Chris McCarron      | 3e / 6      | 5           | Hollywood Wildcat     |
| 3 juillet    | Hollywood Park | États-Unis  | Beverly Hills Handicap         | Gr. 1       | 1 800 m     | Turf        | Chris McCarron      | 3e / 7      | encolure    | Corrazona             |
| 6 août       | Del Mar        | États-Unis  | Ramona Handicap                | Gr. 1       | 1 800 m     | Turf        | Chris McCarron      | 1er / 5     | tête        | Hollywood Wildcat     |
| 27 août      | Arlington Park | États-Unis  | Beverly D. Stakes              | Gr. 1       | 1 900 m     | Turf        | Chris McCarron      | 2e / 8      | 1/2         | Hatoof                |

## Au haras
Victime de problèmes obstétriques, Flawlessly n'eut que deux produits, deux pouliches par Storm Cat. La première, Flawlessness, parut neuf fois en piste pour une seule victoire, avant de mourir à 4 ans d'une colite. L'autre, Dreamlike, resta inédite mais s'est distinguée au haras en donnant la Française Denomination (par Smart Strike), lauréate du Prix Vanteaux (Gr.3), Woke Up Dreamin (par Holy Bull), vainqueur de deux groupe 2 aux États-Unis, et Lemon Drop Dream (par Lemon Drop Kid), qui s''est imposé au niveau groupe 3.  
Souffrant de problèmes rénaux, Flawlessly est morte en 2002. Elle est enterrée à Elmwood Farm dans le Kentucky. 

## Origines
Flawlessly est sans doute le meilleure produit du grand Affirmed, vainqueur de la Triple Couronne en 1978.
Sa mère, La Confidence, n'a pas brillé en piste, mais a bien reproduit puisqu'elle a donné sept gagnants, dont Presently, elle aussi fille d'Affimed, qui s'est placée au niveau groupe 2. Mais Flawlessly se prévaut surtout d'une ascendance exceptionnelle puisqu'elle descend en ligne directe de l'illustre Almahmoud, l'une des poulinières les plus influentes de l'histoire.  

### Pedigree
| Origines de Flawlessly (USA), jument baie née en 1988 | Origines de Flawlessly (USA), jument baie née en 1988 | Origines de Flawlessly (USA), jument baie née en 1988 | Origines de Flawlessly (USA), jument baie née en 1988 |
| ----------------------------------------------------- | ----------------------------------------------------- | ----------------------------------------------------- | ----------------------------------------------------- |
| Père Affirmed 1975                                    | Exclusive Native 1965                                 | Raise A Native                                        | Native Dancer                                         |
| Père Affirmed 1975                                    | Exclusive Native 1965                                 | Raise A Native                                        | Raise You                                             |
| Père Affirmed 1975                                    | Exclusive Native 1965                                 | Exclusive                                             | Shut Out                                              |
| Père Affirmed 1975                                    | Exclusive Native 1965                                 | Exclusive                                             | Good Example                                          |
| Père Affirmed 1975                                    | Won't Tell You 1962                                   | Crafty Admiral                                        | Fighting Fox                                          |
| Père Affirmed 1975                                    | Won't Tell You 1962                                   | Crafty Admiral                                        | Admiral's Lady                                        |
| Père Affirmed 1975                                    | Won't Tell You 1962                                   | Scarlet Ribbon                                        | Volcanic                                              |
| Père Affirmed 1975                                    | Won't Tell You 1962                                   | Scarlet Ribbon                                        | Native Valor                                          |
| Mère La Confidence 1971                               | Nijinsky 1958                                         | Northern Dancer                                       | Princequillo                                          |
| Mère La Confidence 1971                               | Nijinsky 1958                                         | Northern Dancer                                       | Not Afraid                                            |
| Mère La Confidence 1971                               | Nijinsky 1958                                         | Flaming Page                                          | Tornado                                               |
| Mère La Confidence 1971                               | Nijinsky 1958                                         | Flaming Page                                          | Folle Nuit                                            |
| Mère La Confidence 1971                               | La Dame du Lac 1973                                   | Round Table                                           | Nearco                                                |
| Mère La Confidence 1971                               | La Dame du Lac 1973                                   | Round Table                                           | Mumtaz Begum                                          |
| Mère La Confidence 1971                               | La Dame du Lac 1973                                   | Cosmah                                                | Some Chance                                           |
| Mère La Confidence 1971                               | La Dame du Lac 1973                                   | Cosmah                                                | Almahmoud (famille 2-d)                               |